# Marathon van Parijs 1976
De marathon van Parijs 1976 werd gelopen op zaterdag 18 september 1976. Het was de eerste editie van deze marathon. De wedstrijd werd gelopen als vier ronden van 10,5 km. Aan deze editie namen geen vrouwen deel.
De wedstrijd werd gewonnen door de Fransman Jean-Pierre Eudier in 2:20.58. Aangezien de wedstrijd tevens dienstdeed als Frans kampioenschap op de marathon won hij met deze prestatie tevens de nationale titel.
In totaal beëindigden 126 lopers de wedstrijd.

## Uitslag
| rang   | naam                | land | tijd    |
| ------ | ------------------- | ---- | ------- |
| Goud   | Jean-Pierre Eudier  | FRA  | 2:20.58 |
| Zilver | Bernard Sehedic     | FRA  | 2:21.01 |
| Brons  | Pierre Bernabeu     | FRA  | 2:21.23 |
| 4      | Bernard Caraby      | FRA  | 2:21.27 |
| 5      | Georges Moissonnier | FRA  | 2:21.48 |
| 6      | Gerard Margerit     | FRA  | 2:23.23 |
| 7      | Henri Poncet        | FRA  | 2:23.52 |
| 8      | Edmond Leroy        | FRA  | 2:24.25 |
| 9      | Towler              | FRA  | 2:24.40 |
| 10     | Favier              | FRA  | 2:24.46 |
| 12     | André Lacour        | FRA  | 2:25.05 |
| 13     | Maurice Herault     | FRA  | 2:25.47 |
| 14     | Bernard Duquerroy   | FRA  | 2:26.31 |
| 17     | Bernard Bobes       | FRA  | 2:28.06 |
| 18     | Emile Hecquet       | FRA  | 2:28.19 |
| 22     | Denis Poncet        | FRA  | 2:29.24 |

1976 ·
1977 ·
1978 ·
1979 ·
1980 ·
1981 ·
1982 ·
1983 ·
1984 ·
1985 ·
1986 ·
1987 ·
1988 ·
1989 ·
1990 ·
1991 ·
1992 ·
1993 ·
1994 ·
1995 ·
1996 ·
1997 ·
1998 ·
1999 ·
2000 ·
2001 ·
2002 ·
2003 ·
2004 ·
2005 ·
2006 ·
2007 ·
2008 ·
2009 ·
2010 ·
2011 · 
2012 · 
2013 ·
2014 ·
2015 ·
2016 ·
2017